# 깊은위팔동맥
깊은위팔동맥(Deep brachial artery 또는 Profunda brachii artery 또는 deep artery of arm)은 큰원근(teres major muscle)의 아랫면 바로 아래로 지나가는, 위팔동맥(brachial artery)의 가쪽과 안쪽에서 갈라져나오는 큰 혈관이다.